# 香港申辦2006年亞洲運動會計劃

香港申辦2006年亞洲運動會標誌

香港申辦2006年第15屆亞洲運動會計劃（英語：Hong Kong 2006）是香港特别行政區政府和中國香港體育協會暨奧林匹克委員會共同申辦2006年亞洲運動會的計劃。在2000年11月12日第19屆亞洲奧林匹克理事會會議次輪投票中，香港申辦計劃獲6票，敗於卡塔爾多哈。

## 歷史
香港政府於1999年年底決定支持港協暨奧委會提出申辦2006年亞洲運動會的建議，以加強社會團結精神、凝聚力和民族意識，並向世界推介香港。港協暨奧委會在2000年2月向亞洲奧林匹克理事會提交意向書。政府後於2000年3月3日成立香港亞運會申辦委員會，並由時任政務司司長陳方安生出任委員會主席，港協暨奧委會會長霍震霆出任副主席。香港傷殘人士體育協會亦於2000年初介紹申辦2006年遠東及南太平洋殘疾人運動會的計劃。 立法會財務委員會於2000年5月12日原則上接納香港舉辦2006年亞運會所涉19億2,500萬元開支，以及營運赤字約9億4,500萬元。

### 申辦過程
政府成立亞運會申辦委員會後展開宣傳，以「香港一定得」（英語：Hong Kong for Sure!）為口號，並設計吉祥物「龍仔」推廣亞運申辦工作。 亞運會申辦委員會亦於海外進行遊說工作，先在2000年5月於里約熱內盧舉行的國家奧林匹克委員會周年會議上初步向亞洲奧林匹克理事會委員介紹其申辦計劃，後於2000年6月向亞奧理事會遞交候選城市資料檔案，正式申辦2006年亞洲運動會。 亞運會申辦委員會亦出訪外地遊說亞奧理事會委員。申辦亞運專責小組於2000年悉尼夏季奧運會期間在當地設立申辦亞運辦事處接待室。時任政務司司長陳方安生率領2000年夏季奧運會香港代表團參與奧運會期間，亦拜訪亞洲奧林匹克理事會會長，並與多個參與申辦過程的主要國家代表會面。
亞奧理事會於2000年11月12日在上屆亞運舉辦地韩国釜山舉行全體會議，候選城市就申辦計劃書作最終陳述。正式投票前，香港和吉隆坡均被視為熱門。時任政務司司長陳方安生往釜山為香港作最後拉票，影星成龍和奧運金牌得主李麗珊亦參與遊說工作。  然而在次輪投票過程中，西亞國家聯結起來一致選擇多哈，令多哈獲得過半數一共22票而直接勝出。
| 2006年亞洲運動會申辦結果 | 2006年亞洲運動會申辦結果 | 2006年亞洲運動會申辦結果 | 2006年亞洲運動會申辦結果 |
| 城市                     | 国家/地区                | 第一輪投票               | 第二輪投票               |
| ------------------------ | ------------------------ | ------------------------ | ------------------------ |
| 多哈                     |                          | 20                       | 22                       |
| 吉隆坡                   | 马来西亚                 | 13                       | 13                       |
| 香港                     | 中國香港                 | 6                        | 6                        |
| 新德里                   | 印度                     | 2                        | −                        |

## 建議比賽場地
港協暨奧委會建議2006年亞運會就31個體育項目（包括田徑和游泳等指定項目）舉辦賽事，當中細分為26個奧運項目及5個非奧運項目。除馬鞍山體育館於2004年落成外，所有場地為現有設施，大部分由康樂及文化事務署管理。 港協暨奧委會建議開幕禮於沙田馬場、跑馬地馬場，或於啟德或西九龍之新建場地舉行，以滿足亞奧理事會就開幕和閉幕禮於容納70,000名觀眾的場地舉行之要求。
- 大坑東遊樂場 - 射箭
- 城門河水上活動中心 - 獨木舟及划艇
- 雙魚河鄉村會所 - 騎術
- 粉嶺高爾夫球場 - 高爾夫球
- 清水灣鄉村俱樂部遊艇會 - 帆船
- 羅湖警察射擊場及望后石射擊場 - 射擊
- 香港體育學院 - 曲棍球
- 南華體育會 - 保齡球
- 馬鞍山運動場 - 田徑
- 葵涌運動場 - 單車
- 九龍公園游泳池 - 游泳
- 維多利亞公園網球場 - 網球
- 香港壁球中心 - 壁球
- 香港大球場 - 足球及欖球
- 馬鞍山體育館 - 手球
- 伊利沙伯體育館 - 拳擊及空手道
- 香港體育館 - 籃球及排球
- 香港會議展覽中心 - 羽毛球、劍擊、體操、柔道、乒乓球、跆拳道、舉重、摔角、桌球及武術

## 流行文化
香港電影《麥兜故事》中，亦有將这次申辦改編成動畫加入其中，以動畫角色麥兜表達香港人對香港申辦失敗的失望心情。
2001年，歌手黃貫中以香港申辦亞運口號「香港一定得」推出饒舌歌曲，諷刺香港政府空想申亞成功，並以此事批評當時政府施政失效，社會風氣不陣。